# Post mortem (I Cani)
Post mortem è il quarto album de I Cani pubblicato il 10 aprile 2025.

## Il disco
L'album esce 9 anni dopo il precedente Aurora sui principali servizi di streaming verso le ore 11:00 di giovedì 10 Aprile 2025 senza nessuna promozione se non un post su Instagram da parte della casa discografica 42 Records dopo l'uscita dell'album e alcuni articoli di giornali che consigliano, su richiesta di 42 Records, di ascoltare il brano Nella parte del mondo in cui sono nato. 
Il tema principale dei testi, come dichiarato dal titolo, è la morte. Contessa aveva già affrontato l'argomento con brani come Sparire (dall'album Aurora) o Un altro Dio.

## Tracce
1. Io – 3:19
2. Buco nero – 3:44
3. Colpo di tosse – 3:09
4. Davos – 3:53
5. Colpevole – 2:13
6. F. c. f. t. – 3:35
7. Post mortem – 1:55
8. Felice – 4:30
9. Nella parte del mondo in cui sono nato – 3:53
10. Madre – 2:34
11. Carbone – 3:26
12. Buio – 3:23
13. Un'altra onda – 4:03

## Classifiche
| Classifica (2025) | Posizione massima |
| ----------------- | ----------------- |
| Italia            | 29                |